# Ukrsotsbank
Ukrsotsbank est un établissement bancaire ukrainien faisant partie de l'indice PFTS, principal indice de la bourse de Kiev. C'est une filiale du groupe italien UniCredit.